# Zweden op het Eurovisiesongfestival 1972
Melodifestivalen 1971 was de twaalfde editie van de liedjeswedstrijd die de Zweedse deelnemer voor het Eurovisiesongfestival oplevert. Er werden ongeveer 1000 liedjes ingezonden. Voor het eerst was er twee jaar op rij dezelfde winnaar. De winnaar werd bepaald door de regionale jury.

## Uitslag
| Plaats | Artiest            | Lied                             | Songwriters                                       | Ptn |
| ------ | ------------------ | -------------------------------- | ------------------------------------------------- | --- |
| 1ste   | Family Four        | Härliga sommardag                | Håkan Almquist                                    | 24  |
| 2de    | Östen Warnerbring  | Sån e du - Sån e jag             | Peter Himmelstrand                                | 17  |
| 3de    | Lena Andersson     | Säg det med en sång              | Benny Andersson, Björn Ulvaeus, Stig Anderson     | 12  |
| 4de    | Kjerstin Dellert   | Kärlek behöver inga ord          | Curt Peterson, Marcus Österdahl, Patrice Hellberg | 10  |
| 5de    | Kisa Magnusson     | Kär och sisådär                  | Peter Himmelstrand                                | 9   |
| 6de    | Cornelis Vreeswijk | Önskar du mej, så önskar jag dej | Cornelis Vreeswijk                                | 8   |
| 6de    | Monica Zetterlund  | Krama mig och dansa              | Tommy Körberg, Lars Nordlander                    | 8   |
| 8ste   | Tomas Ledin        | Då ska jag spela                 | Tomas Ledin                                       | 6   |
| 9de    | Björn Skifs        | Andra kan väl också se           | Anders Henriksson, Claes Dieden, Bo Carlgren      | 4   |
| 10de   | Sylvia Vrethammar  | Din egen melodi                  | Peter Himmelstrand                                | 1   |